# Uğur Uçar
Uğur Uçar (ur. 9 maja 1987 w Stambule) – turecki piłkarz występujący na pozycji obrońcy.

## Kariera klubowa
Uğur zawodową karierę rozpoczynał w klubie Galatasaray SK. W pierwszej lidze tureckiej zadebiutował 7 marca 2004 w wygranym 3:2 meczu z Adanasporem. Było to jednak jedyne spotkanie rozegrane przez niego w sezonie 2003/2004. W 2005 roku zdobył z klubem Puchar Turcji. W 2006 roku wygrał z Galatasaray mistrzostwo Turcji. Na sezon 2006/2007 został wypożyczony do innego pierwszoligowego zespołu, Kayserisporu. W tym czasie rozegrał tam 22 ligowe spotkania, a po zakończeniu sezonu powrócił do Galatasaray. Od początku sezonu 2007/2008 stał się podstawowym graczem Galatasaray. 18 lutego 2008 w ligowym meczu z Konyasporem Uğur doznał kontuzji kolana, która wykluczyła go z gry na ponad rok. W 2008 roku zdobył z klubem mistrzostwo Turcji i Superpuchar Turcji. Pierwsze ligowe spotkanie w barwach Galatasaray, po wyleczeniu kontuzji rozegrał 30 maja 2009 przeciwko Sivassporowi (2:1).
W 2010 roku przeszedł do MKE Ankaragücü, a w 2012 roku do Karabüksporu. W 2014 roku przeszedł do İstanbul Başakşehir.

## Kariera reprezentacyjna
W latach 2005–2008 rozegrał 20 spotkań w reprezentacji Turcji U-21.